# Looking for a Lady With Fangs and a Moustache
Looking for a Lady With Fangs and a Moustache (lit. ‘Buscant una senyora amb ullals i bigoti’) és una pel·lícula nepalesa-mexicana-singapuresa de drama i misteri del 2019. Va ser dirigida per Khyentse Norbu i protagonitzada per Tsering Tashi Gyalthang. Es va estrenar al 17è Festival Internacional de Cinema de Morelia.

## Sinopsi
Al Nepal, un home anomenat Tenzin pretén obrir una cafeteria i mentre busca el lloc òptim per a fixar l'establiment, topa amb un antic temple abandonat després d'un terratrèmol que el va deixar en molt mal estat. En explicar-ho al seu millor amic Jachung, un exiliat del Tibet, aquest l'adverteix que ha destorbat la deessa que hi resideix i l'encoratja a reunir-se amb un monjo profeta que vaticina que morirà al cap d'una setmana. Tanmateix, en Tenzin no s'ho creu gens fins que es troba amb un mestre budista d'avançada edat que li diu que l'única via que té per a evitar morir és trobar i guanyar-se el favor d'una dakini, un esperit femení caracteritzat per la saviesa i la capacitat de transformació, cosa que en dificulta enormement la cerca.

## Repartiment
- Tsering Tashi Gyalthang com a Tenzin
- Tulku Kungzang com a Jachung
- Ngawang Tenzin com a monjo
- Orgen Tobgyal Rinpoche com a mestre budista

## Producció
La pel·lícula va ser la cinquena dirigida pel director bhutanès Khyentse Norbu, que en aquest projecte pretenia «explorar alguns dels últims veritables residus del misticisme tibetà». Va ser produïda per Max Dipesh Khatri i Rabindra Singh Baniya, juntament amb els productors executius Zhuangzhuang Tian, Olivia Harrison, Ram Raju, Aona Liu i Kate McCreery. La direcció de fotografia va anar a càrrec de Mark Lee Ping Bing. Es va optar per treballar exclusivament amb actors aficionats. Es va gravar tota a Katmandú, en llengües nepalesa i tibetana, tot i que és una coproducció entre el Nepal, Mèxic i Singapur.

## Distribució
L'empresa Abramorama va aconseguir-ne els drets de distribució. Es va estrenar presencialment el 2019 en la 17a edició del Festival Internacional de Cinema de Morelia, celebrat a la ciutat mexicana de Morelia. Més tard, el 8 d'abril del 2021, es va estrenar digitalment en una sessió organitzada pel Rubin Museum of Art de Nova York. D'altra banda, el 2022 es va projectar a Barcelona en el marc del 1r Festival de Cinema Budista de Catalunya.

## Recepció
Al web de ressenyes Rotten Tomatoes, va rebre una aprovació del 91 % en base a la valoració de 12 cineastes; mentre que a Metacritic va aconseguir una nota mitjana de 67/100 basada en 4 ressenyes de professionals, cosa que s'entén com una «prou favorable». Dennis Harvey de Variety va afirmar que és una pel·lícula «que atrapa», mentre que Michael Rechtshaffen de Los Angeles Times va trobar-la «intrigant i distintiva» i Siddhant Adlakha de The Juggernaut va descriure-la com un «drama vívid i introspectiu». En canvi, Nicolas Rapold de The New York Times va criticar la interpretació de l'actor principal i la realització de la pel·lícula, que no es corresponia amb la «transcendència esperable per a la història».

## Adaptació
El 2024, en el Festival Fringe de Pequín, es va representar una obra teatral basada en aquesta pel·lícula. Duia com a títol Seven perquè conta els últims set dies de la vida del protagonista. Va ser escrita per Tang Danian, dirigida per Nie Jingzhu i protagonitzada per Wu Zhoukai, Leng Xinqing, Guo Shenyu i Wang Lang. A banda, el director del projecte era Yuan Yuan.